# 7313 Pisano
7313 Pisano è un asteroide della fascia principale. Scoperto nel 1960, presenta un'orbita caratterizzata da un semiasse maggiore pari a 2,5739142 UA e da un'eccentricità di 0,0647636, inclinata di 2,57263° rispetto all'eclittica.
È dedicato alla famiglia di scultori dei Pisano, comprendente Nicola, Giovanni e Andrea Pisano.